# Минас Тохатци
Минас Тохатци (арм. Մինաս Թոխաթցի, 1510—1621/22) — армянский поэт и гусан XVI—XVII веков.

## Жизнь и творчество
Родился в 1510 году в Тохате. В 1540 году иммигрировал в Каменец, оттуда в Сучаву. В 1563 году переехал во Львов. Был секретарём архиепископа местной армянской общины Григора Варагеци, в 1572—1619 годах работал в армянском суде Львова, из-за чего иногда назывался Ловандаци (Львовский) или Лехаци (Польский). Занимался переписями рукописей и писал поэмы. Там же умер в возрасте 111 лет.
Литературное наследие Минаса Тохатци очень разнообразно, встречаются поэмы и религиозного, и светского содержания, и трагические, и сатирические. Писал как на грабаре, так и на ашхарабаре — разговорном языке своего времени. Особенно известны его «Плач по армянам страны Олахов» (арм. «Ողբ ի վերայ Օլախաց երկրին հայերուն», 1552 год) и «Хвала арисе» (арм. «Գովասանք հերիսի», 1563 год). В «Плаче» рассказывается о гонениях армян Молдавии на религиозной почве в 1551—1552 годах со стороны  господаря Стефана Рареша. Минас был очевидцем тех событий и его поэма содержит важные исторические сведения. «Хвала арисе» представляет собой сатирическое стихотворение об армянском блюде ариса; всяческими хвалами и преувеличенными характеристиками блюда автор высмеивает аппетит прожорливых людей. Минас считал, что употребление харисы имело некоторое духовное значение, которое связывало армян-христиан с их исторической родиной. Состоит из 200 строк, написан на ашхарабаре.
Издания сочинений и биографических очерков
- Реликвии армянской литературы = Նշխարք մատենագրութեան հայոց. — СПб.: изд-во А. А. Краевского, 1884. — 72 с.
- Пять певцов-скитальцев: епископ Вртанес Срнкеци; писец Минас Тохатеци; иерей Степанос Тохатеци; иерей Акоп Тохатеци; епископ Лазарь Тохатеци. Биографические сведения и сочинения = Հինգ պանդուխտ տաղասացներ: Վրթանէս եպիսկոպոս Սռնկեցի; Մինաս դպիր Թոխաթեցի;  Ստեփանոս երէց Թոխաթեցի; Յակոբ երէց Թոխաթեցի; Ղազար եպիսկոպոս Թոխաթեցի. Կենսագրական տեղեկութիւններ եւ բնագիրներ / сост. Акинян Н. А.. — Вена: изд-во Мхитаристов, 1921. — С. 57—114. — 224 с.